# Quick the Word, Sharp the Action
Quick the Word, Sharp the Action è il quarto album del gruppo musicale britannico degli Hundred Reasons, registrato a Riga nel 2007, pubblicato dall'etichetta discografica V2 il 15 ottobre dello stesso anno e la cui riedizione è stata messa in commercio il 20 aprile 2009.

## Tracce
1. Break the Glass
2. Reasons No Way Back
3. Sick Little Masquerade
4. Boy
5. Slipping Away
6. Pernavas Iela
7. The Shredded
8. I'll Never Know
9. She Is Poison
10. Opera
11. Lost for Words
12. Out of Time